# Louisiana Five
I Louisiana Five sono stati fra le prime dixieland jazz band e furono attivi nel periodo 1918-1920. Fra i gruppi del tempo fu fra quelli che registrarono più intensamente dischi fonografici.

## Storia
Il gruppo era diretto da Anton Lada, che suonava le percussioni.
Venne costituito a New York City dove Lada reclutò gli altri quattro membri, il pianista Joe Cawley, il trombonista Charlie Panelli (spesso chiamato "Panely" in documenti dell'epoca), e il banjoista Karl Berger. Il clarinettista Alcide "Yellow" Nunez (1884–1934) aveva suonato con la band di Bert Kelly (1882–1968), nel 1918, prima di unirsi ai Louisiana Five.
Il gruppo realizzò un elevatissimo numero di registrazioni discografiche con Emerson Records, Columbia Records e Edison Records. Si ricordano i loro successi come Clarinet Squawk e Slow and Easy. In una delle loro registrazioni suonò con loro il multi strumentista Bernard "Doc" Beherendson alla cornetta. 

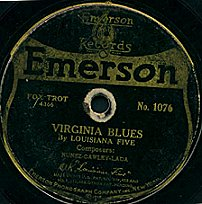
Disco del 1919 dei Louisiana Five

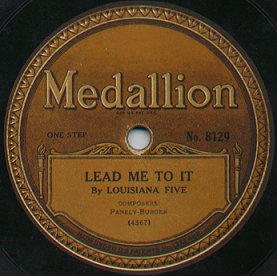
Disco del 1919 dei Louisiana Five, edito dalla Medallion Record

Il gruppo fu molto noto nell'area di New York City nel 1919, e fece anche delle tournée in Texas e Oklahoma.
Dopo che Nunez lasciò il gruppo, essi fecero ancora alcune registrazioni nel 1920, con un violino al posto del clarinetto.

## Discografia
- After All (1919)
- A Good Man Is Hard To Find (1918)
- Alcoholic Blues (1919)
- B-Hap-E (1919)
- Big Fat Ma (1919)
- Blues My Naughty Sweetie Gives To Me (1919)
- Church Street Sobbin' Blues (1919)
- Clarinet Squawk (1919)
- Dixie Blues (1919)
- Down Where The Rajahs Dwell (1919)
- Foot Warmer (1919)
- Golden Rod (1919)
- Heart Sickness Blues (1918)
- Hello, Hello (1919)
- High Brown Babies' Ball (1919)
- I Ain't 'En Got 'Er No Time To Have The Blues (1919)
- I'll Get Him Yet (1920)
- Just Another Good Man Gone Wrong (1919)
- Laughing Blues (1918)
- Land Of Creole Girls (1920)
- Lead Me To It (1919)
- Oh Joe, Get Your Fiddle And Your Bow (1920)
- Orange Blossom Rag (1919)
- Rainy Day Blues (1919)
- Ringtail Blues (1919)
- Slow And Easy (1919)
- Summer Days (1919)
- Sunshine Girl (1920)
- That Shanghai Melody (1919)
- Town Topic Rag (1919)
- Thunderbolt (1919)
- Virginia Blues (1919)
- Weary Blues (1919)
- Weeping Willow Blues (1920)
- Yama Yama Blues (1919)
- Yelping Hound Blues (1919)
- You Can't Get Lovin' Where There Ain't Any Love (1919)